# Leif Sjöberg
Leif Sjöberg, född 15 december 1925 i Boden, död 20 november 2000 i Skarpnäck, var en svensk professor och översättare.

## Biografi
Leif Sjöberg föddes i Boden och genomgick Fjellstedtska skolan i Uppsala samt bedrev studier i filologi och litteraturhistoria vid Uppsala universitet. Därefter verkade han som lektor vid Newcastle University och senare vid Columbia University. Efter detta arbetade han i över tjugo år som professor i nordistik vid State University of New York. Han var redaktör för fler än 30-talet av Twayne Publishers utgivna referensverk om nordiska författare, däribland Borgen, Kierkegaard, Gyllensten, Hamsun, Johnson, Heiberg, Runeberg, Sjöstrand och Sturlasson, och bidrog på så vis till att introducera dessa för en amerikansk publik.
Sjöberg var även verksam som översättare och överförde till engelska, på egen hand eller i samarbete med andra, exempelvis Aniara av Harry Martinson, En Mölna-elegi av Gunnar Ekelöf, Vägmärken av Dag Hammarskjöld och lyrik av Erik Lindegren, Artur Lundkvist, Edith Södergran och Tomas Tranströmer. Han tilldelades Svenska Akademiens tolkningspris 1966.
Sjöberg var en nära vän till Gunnar Ekelöf och en brevväxling dem emellan finns bevarad vid Uppsala universitetsbibliotek. Mot slutet av sitt liv återvände Sjöberg till Sverige och fann en livskamrat i Sara Lidman. Han utsågs år 1980 till hedersdoktor vid Uppsala universitet.